# Хант, Генри Сесил Джон
Генри Сесил Джон Хант, барон Хант (англ. Henry Cecil John Hunt, Baron Hunt; 22 июня 1910, Симла — 8 ноября 1998, Хенли-он-Темс) — британский альпинист, лорд, руководитель экспедиции британских альпинистов, совершивших в 1953 году первовосхождение на Эверест.

## Биография
Джон Хант родился в городе Симла (Индия) в семье офицера. Окончил Королевское военное училище в Сандхерсте. Участвовал во Второй мировой войне. В 1930—1950-е годы совершил альпинистские экспедиции в Альпы, Гималаи, на Кавказ. Прославился как руководитель экспедиции, участники которой (Эдмунд Хиллари и Тэнцинг Норгэй) впервые достигли вершины Эвереста (1953).

Вначале её [экспедицию] возглавлял Эрик Шиптон, затем его сменил полковник Джон Хант; он много лет прожил в Индии и совершил не одно восхождение <...>.
Хант — мы звали его полковник Сагиб — порой вёл дело так, будто мы составляли воинское подразделение, но был всегда справедлив и внимателен. <...>
<...> порой дела не ладились, и полковник Хант ругался на чистейшем хинди.
— Тенцинг Норгей
Одна из первых публикаций самих участников британской экспедиции 1953 года на Эверест появилась в июльском номере журнала «The National Geographic Magazine» за 1954 год (ныне — всемирно известный «National Geographic»).
Был близко знаком с советскими альпинистами, в том числе с известным грузинским альпинистом, заслуженным мастером спорта СССР, Михаилом Хергиани (1935—1969), с которым он впервые встретился в спартаковском тренировочном лагере в ущелье Адыл-Су на Северном Кавказе под Эльбрусом в 1958 году и смерть которого позже больно переживал.
«…Мы скорбим о нём, мы стали беднее после его кончины. Он был не просто настоящим мужчиной, он был „Тенцинг“ среди них.
Сэр Джон Хант»
Руководил англо-советской экспедицией на Памир, в результате которой было совершено успешное восхождение на пик Коммунизма (1962).
Умер через три года после перенесённой операции на сердце на 89-м году жизни 8 ноября 1998 года в городке Хенли-он-Темс.